# Leonardo Renan Simões de Lacerda
Leonardo Renan Simões de Lacerda, mais conhecido como Léo (Belo Horizonte, 30 de janeiro de 1988), é um ex-futebolista brasileiro que atuava como zagueiro.

## Carreira

### Grêmio
Léo saiu de Belo Horizonte onde nasceu para iniciar sua carreira profissional no Grêmio em 2007. Após boas atuações pelo Tricolor Gaúcho, o jogador foi chamado pelo técnico Dunga à Seleção Brasileira para o jogo contra a Suécia, em 26 de março de 2008. 
Em 28 de abril de 2009, Léo renovou seu contrato com o Grêmio até 2012.
Com a camisa do Imortal, Leo fez 84 partidas e marcou 7 gols.

### Palmeiras
Em 18 de dezembro de 2009, foi transferido para o Palmeiras em troca do empréstimo de outro zagueiro, Maurício, mais o abatimento de uma parte (R$ 6,5 milhões) de uma dívida de R$8 milhões do clube gaúcho com o clube paulista. Estreou pelo Palmeiras no dia 16 de janeiro de 2010, em vitória frente ao Mogi Mirim, na estreia do Campeonato Paulista, quando o Palmeiras venceu por 5–1 e Léo marcou o segundo gol da equipe alvi-verde.
Pela equipe paulista, Leo atuou por 25 jogos e marcou 3 gols. Perdeu espaço com o técnico Luis Felipe Scolari após expulsões diante de Ceará e Avaí.

### Cruzeiro

#### 2010 e 2011
Em agosto de 2010, foi contratado pelo Cruzeiro, em troca do zagueiro Leandro Amaro e de R$1 milhão.Leo estreou pela Raposa no dia 1º de setembro de 2010, na vitória por 1 a 0 contra o Flamengo, pela 18ª rodada do Campeonato Brasileiro.

#### 2012
Em 2012, fez uma boa temporada, foi algumas vezes improvisado na lateral direita e sempre correspondeu[carece de fontes?] quando foi chamado.

#### 2013
Seu bom desempenho fez a diretoria renovar seu contrato, e assim permaneceu para a temporada de 2013, temporada que enfim conquistou seu primeiro grande título com o Cruzeiro, o Campeonato Brasileiro daquele ano, porém sendo reserva na maioria do jogos.

#### 2014
Em 2014, conquistou o Campeonato Mineiro em cima do Atlético e disputou a Copa Libertadores daquele ano, eliminado nas quartas de finais pelo então campeão San Lorenzo.
No final do ano veio o presente, o bi campeonato consecutivo do Campeonato Brasileiro, feito único até então na história celeste, dessa vez Léo foi titular absoluto da defesa cruzeirense, fazendo grandes partidas e marcando gols importantes[carece de fontes?]. O quarto título na história do Cruzeiro.

#### 2021
Leo deixou o Cruzeiro após 401 jogos pelo Cruzeiro, com 205 vitórias, 94 empates e 102 derrotas, como terceiro zagueiro com o maior número de gols marcados com a camisa celeste, com 22, além de ter sido bicampeão brasileiro (2013 e 2014), bicampeão da Copa do Brasil (2017 e 2018) e tetracampeão mineiro pelo time celeste (2011, 2014, 2018 e 2019). Ele fez sua última atuação no dia 19 de setembro de 2020, na derrota por 3 a 1 para o CSA, pela 10ª rodada da Série B.

### Chapecoense
Em 3 de fevereiro de 2022,  Léo foi anunciado como o novo reforço da Chapecoense para a sequência da temporada, após aprovação nos exames médicos e assinatura do contrato, com cláusula de produtividade.Sem atuar desde 2020, Léo teve sua primeira oportunidade de vestir a camisa da Chapecoense contra o Moto Club pela Copa do Brasil, derrota por 3-2, no Castelão.
Em 30 de novembro de 2022, Léo anunciou sua saída da Chapecoense. O contrato do atleta de 34 anos não foi renovado. Ele terminou a temporada 2022 com 30 jogos, entre Campeonato Catarinense, Copa do Brasil e Série B. Marcou dois gols e deu três assistências.

## Títulos
Grêmio
- Campeonato Gaúcho: 2007.

Cruzeiro
- Campeonato Mineiro: 2011, 2014, 2018 e 2019.
- Campeonato Brasileiro: 2013[8] e 2014.
- Copa do Brasil: 2017 e 2018.

### Outras conquistas
Grêmio
- Troféu Osmar Santos: 2008.

Palmeiras
- Torneio Gustavo Lacerda Beltrame: 2010.

Cruzeiro
- Troféu Osmar Santos: 2013.
- Troféu João Saldanha: 2013.

## Prêmios individuais
- Seleção do Campeonato Gaúcho: 2008
- Troféu Guará para o Melhor Zagueiro do ano: 2018
- Troféu Globo Minas para o Melhor Zagueiro do Campeonato Mineiro: 2019